# Крос-компілятор
Крос-компіля́тор (англ. cross compiler) — компілятор, який продукує виконуваний код для платформи, відмінної від тієї, на якій виконується сам крос-компілятор. Такий інструмент буває корисним, коли потрібно отримати код для платформи, якої немає в наявності, або у випадках коли компіляція на цільовій платформі неможлива або недоцільна (наприклад, це стосується мобільних систем або мікроконтролерів з мінімальним обсягом пам'яті).
Приклад крос-компілятора — MinGW GCC з опцією -mno-cygwin. З цією опцією він може в середовищі Cygwin створювати код, що використовує тільки «рідні» бібліотеки Windows.